# Neón (banda)
Neón fue un grupo musical mexicano de rock formado hacia mediados de la década de los 80, que fueron parte importante del movimiento underground de la capital mexicana y de aquella camada de grupos que surgieron después del terremoto de 1985.

## Historia

### Inicios
La banda se hacía presente en los principales reductos de la ciudad, logrando ganar a una serie de admiradores desde 1984, año en que el grupo ya sonaba insistentemente por todos los rincones.
La banda tenía en su haber un camino ya recorrido y un selectivo grupo de admiradores, y la oportunidad para presentar su trabajo de forma profesional se dio en una convocatoria organizada por la RCA Ariola en 1987.
A finales de 1987 han logrado sus primeras grabaciones en los desaparecidos estudios PolyGram, y GAS de la Ciudad de México. A Neón se le cede un presupuesto elevado para grabar en estudios neoyorquinos, y hacen posible su primer álbum.

### Primer trabajo
Divisiones, fue el primer álbum de la banda que sale al mercado en agosto de 1988, y producido por Gustavo Santaolalla; presentándolo oficialmente ante los medios en el salón “Margo” de la Ciudad de México, en donde se les hace reverencia por parte de la vocalista Kenny por ser abanderados del “nuevo rock mexicano”.
Su primer sencillo fue “Juegos de Amor” , un tema que habla de la seducción, tuvo gran éxito durante el otoño del año 88. Se editó un EP promocional con dos versiones del tema “Juegos de Amor” y “Tu Otro Yo”, tema recordado por su clásico y “pegajoso” coro. 
En todo este álbum, se pueden apreciar músicas sencillas sin dejar de lado el profesionalismo de sus integrantes, cada uno marcando su sello; añadiendo letras que expresan en cierto modo, el modo de sentir de una sociedad inconforme y a la vez, frívola de una multifacética y agitada Ciudad de México.

### Salida de Sergio Meza y último álbum
En 1989, antes de comenzar las grabaciones de su segundo álbum, Sergio Meza, abandona la agrupación, y en su lugar entra Jorge “La Chiquis” Amaro, baterista que formó parte de “Mask” (primera agrupación de José Fors, vocalista de Cuca) y de “Kenny y los Eléctricos”.
Juntos graban su último trabajo: Todo ha cambiado, trabajo que corrió por cuenta de Alejo Stivel, productor y músico que fuera conocido por formar parte de la desaparecida agrupación Tequila, y por sus trabajos con artistas como Joaquín Sabina.
El disco fue grabado y mezclado en los estudios Fairlight en Madrid, propiedad de Alejo Stivel y de Nacho Cano, este último tuvo una participación especial en los coros del álbum. Destacan los cortes “No hay nada eterno”, “Por que te vas corriendo?” y “Gástame”.
Por otro lado, a diferencia de “Divisiones”, este trabajo tiende más al rock alternativo que se estaba gestando en los Estados Unidos a principios de los 90's.

### La separación
En 1992, la banda se despide de los escenarios, las razones aún son desconocidas, desde entonces cada uno se ha esforzado por mantenerse en el medio al margen de la música.
Una de las posibles razones de la desaparición de esta agrupación, fue la falta de apoyo de su disquera, la propuesta de Neón fue de las pocas que ha sido considerada tras su desaparición como una de las pocas bandas de rock mexicano en tener concepto adelantado a su época (Todo ha cambiado forma parte de ese ejemplo).
La agrupación tenía todas las esperanzas de su disquera, pero ahora sus obras se encuentran descatalogadas. Esto ha originado acrecentar el culto a esta agrupación.
ACTUALMENTE

## Discografía

### Álbumes de estudio
- 1988: Divisiones (RCA Ariola Records)
- 1990: Todo Ha Cambiado (RCA Ariola Records)

### Álbumes recopilatorios
- 2001: Rock en español, Lo mejor de: Neón (BMG U.S. Latin)

### Sencillos
- 1988: Juegos de Amor
- 1989: Divisiones
- 1990: No hay nada eterno
- 1991: Gástame